# 李橋銘
李 橋銘（り きょうめい、1961年4月 - ）は、中華人民共和国の軍人。河南省偃師県出身。階級は上将である。現職は中国人民解放軍陸軍司令員。中国共産党第19期中央委員会委員。

## 経歴
1961年4月、河南省偃師県で生まれる。1976年12月、中国人民解放軍に入隊。以後、中国人民解放軍広州軍区高砲第71師戦士、班長、中隊長、高砲第16旅営長、旅団司令部作訓課課長、陸軍第41集団軍司令部軍務処参謀、訓練処副処長、陸軍第41集団軍第21師361団参謀長、364団団長、陸軍第41集団軍司令部訓練処長、陸軍第42集団軍第124師参謀長、陸軍第42集団軍副参謀長を歴任した。2007年5月、陸軍第42集団軍第124師師長を務めた。2010年4月、陸軍第41集団軍参謀長を務めた。2013年7月、陸軍第41集団軍軍長を務めた。2016年1月、中国人民解放軍北部戦区副司令員兼北部戦区陸軍司令員に任命。2017年8月、中国人民解放軍北部戦区司令員に昇格。2023年1月、中国人民解放軍陸軍司令員に昇格。
2011年7月、少将。2017年7月、中将。2019年12月、上将に昇格する。